# Summer Roberts

Summer Roberts es un personaje ficticio de la serie de televisión The O.C, interpretado por Rachel Bilson.

## Historia
Summer Roberts es una adolescente rica y bonita de Newport (donde viven personas de gran nivel adquisitivo y donde las mentiras y los rumores van y vienen). 
Es la mejor amiga de Marissa Cooper y tiene una gran reputación en el colegio Harbor. Es aficionada a las revistas del cotilleo y a una serie de televisión llamada "El Valle". A los 13 años, su madre los abandonó a ella y su padre, por lo que desde entonces está muy unida a él, el doctor Neil Roberts.

## Temporadas

### Primera temporada
En los primeros capítulos, se puede ver un antes y un después y cómo ha evolucionado su personaje.
Seth Cohen lleva enamorado de ella desde primaria y ella no lo sabe. Con la llegada de Ryan Atwood (hermano adoptivo de Seth) cambian las cosas.
Summer ve a Ryan, se interesa por él y lo invita a una fiesta y este, a su vez, invita a Seth. 
En la fiesta, Summer descubre que Ryan es de Chino (barrio considerado vulgar) y deja de interesarle (ahí demuestra lo superficial que es en esta temporada).
Durante el verano, ella y Seth se van conociendo y al final acaban enamorados uno del otro (aunque él ya lo estuviese).
Pero surge un pequeño percance: llega Anna Stern, una chica rubia con el pelo corto y muy guapa, que es la copia exacta de los gustos y las preferencias de Seth Cohen.
Las dos luchan por Seth, que al final escoge a Anna.
Summer intenta olvidarse de él, y él de ella, pero al final Anna acaba marchándose de Newport en Navidades. Summer y Seth salen juntos por fin.
Antes de hacerlo oficial, Summer intenta que la gente (sobre todo del colegio) no se dé cuenta de que está saliendo con Seth por vergüenza, pero al final Seth lo hace oficial subiéndose al mostrador de la cafetería del colegio.
A pesar de todos los contratiempos, suelen pelearse y reconciliarse con frecuencia.
Al final de la temporada, Seth se marcha y la abandona tras irse Ryan de la casa.

### 2.ª temporada
Summer, al ser abandonada por Seth, asiste a un terapeuta durante todo el verano para que le ayude a olvidarlo (incluso le devuelve a la madre de Seth, Kirsten Cohen, todas las cosas de Seth que tenía).
Cuando vuelven Ryan y Seth, Summer empieza a salir con un chico del colegio Harbor: Zach Stephens, un chico de muy buena familia, guapo e inteligente, miembro del equipo de waterpolo del colegio y con una afición no muy típica con su perfil, le gustan los cómics.
Seth, sin saber que Zach sale con Summer, se hace muy amigo suyo... pero cuando descubre que está saliendo con ella... llegan los problemas.
Zach y Seth empiezan a escribir un cómic, siendo Seth quien dibuja a los personajes. Cuando Seth se dispone a dibujar a Summer, la relación entre ellos se vuelve más tensa.
Ella acaba descubriendo debajo de la cama de éste un block con todos los dibujos de su retrato.
Summer y Zach quieren llevar su relación muy en serio.
Zach invita a Summer a la boda de su hermana, pero cuando están a punto de partir en el aeropuerto, Summer descubre que todavía no ha olvidado a Seth y es de quien verdaderamente está enamorada. Retoman su relación y así finaliza la segunda temporada.

### 3.ª temporada
Summer y Seth siguen juntos con sus días buenos y sus días malos, hasta que una chica nueva llamada Taylor Townsend (marginada, sin amigos, pero tímida por todos a veces, y desde siempre ha querido ser miembro del comité de fiestas del colegio Harbor) se interpone entre la pareja, enamorándose de Seth, pero éste no le interesa y la rechaza.
Summer y Seth empiezan a elegir futuras universidades, por la que al final se decantan por la Universidad de Brown, a la que Seth siempre quiso ir.
Summer, ilusionada, empieza a elegir equipaje para los 2, pero el día de la entrevista para el acceso, Seth va fumado de marihuana proporcionada por Kaitlin Cooper (hermana de Marissa Cooper un poco problemática, llegando a finales de la segunda temporada).
Cuando les mandan la carta de acceso, Summer es admitida, pero Seth queda denegado. Él empieza con una mentira y le dice que ha entrado. 
Cuando Summer descubre que le mintió, rompen y se reconcilian más tarde.
Durante estos sucesos, Marissa empieza con problemas de drogas y a llevar una vida sin control, por lo que ella y Summer acaban peleándose (algo que nunca habían hecho, ya que la relación entre ellas es muy buena), si bien se reconcilian.
La tercera temporada acaba con la muerte de Marissa.

### 4.ª temporada
Después de la sorprendente muerte de su mejor amiga, Summer se va a la Universidad de Brown a cambiar de aires, mientras Seth se queda en Newport Beach esperando entrar el siguiente semestre a la universidad. Ryan colapsa y deja la casa de los Cohen y se va a pelear al bajo mundo.
Summer no quiere ni puede superar la muerte de Marissa.
En Brown, Summer conoce a Che, un ambientalista que la invita a unirse en su lucha por la naturaleza.
Cuando está en la universidad quiere aislarse de lo que verdaderamente pasó, intenta no hablar con Seth y se aísla en las fiestas hippies y en las propuestas para salvar la naturaleza, pero más tarde se da cuenta de todo lo que dejó en Newport Beach (problemas sin resolver).
Cuando llega allí, siente que no puede afrontar los problemas y vuelve a la universidad.
Allí se da cuenta de que necesita ayuda para seguir adelante y decide acudir a un psicólogo, que termina ayudándola y más tarde Summer es expulsada de la universidad y descubre que Che era más millonario que ella. Seth y Summer se ponen de acuerdo para entrar el próximo año juntos a Brown. 
La relación de Summer y Seth se hace más fuerte, pero al final de la temporada ella se va a un viaje de autobús con la "Cooperativa George" durante un tiempo, porque siente que es lo que debe hacer.
Después de que Summer y Seth se gradúen en la universidad, se casan. La relación está basada en que aunque sea duro hay que luchar por el verdadero amor, a pesar de las circunstancias. 
- Datos: Q568896